# Altwürttemberg

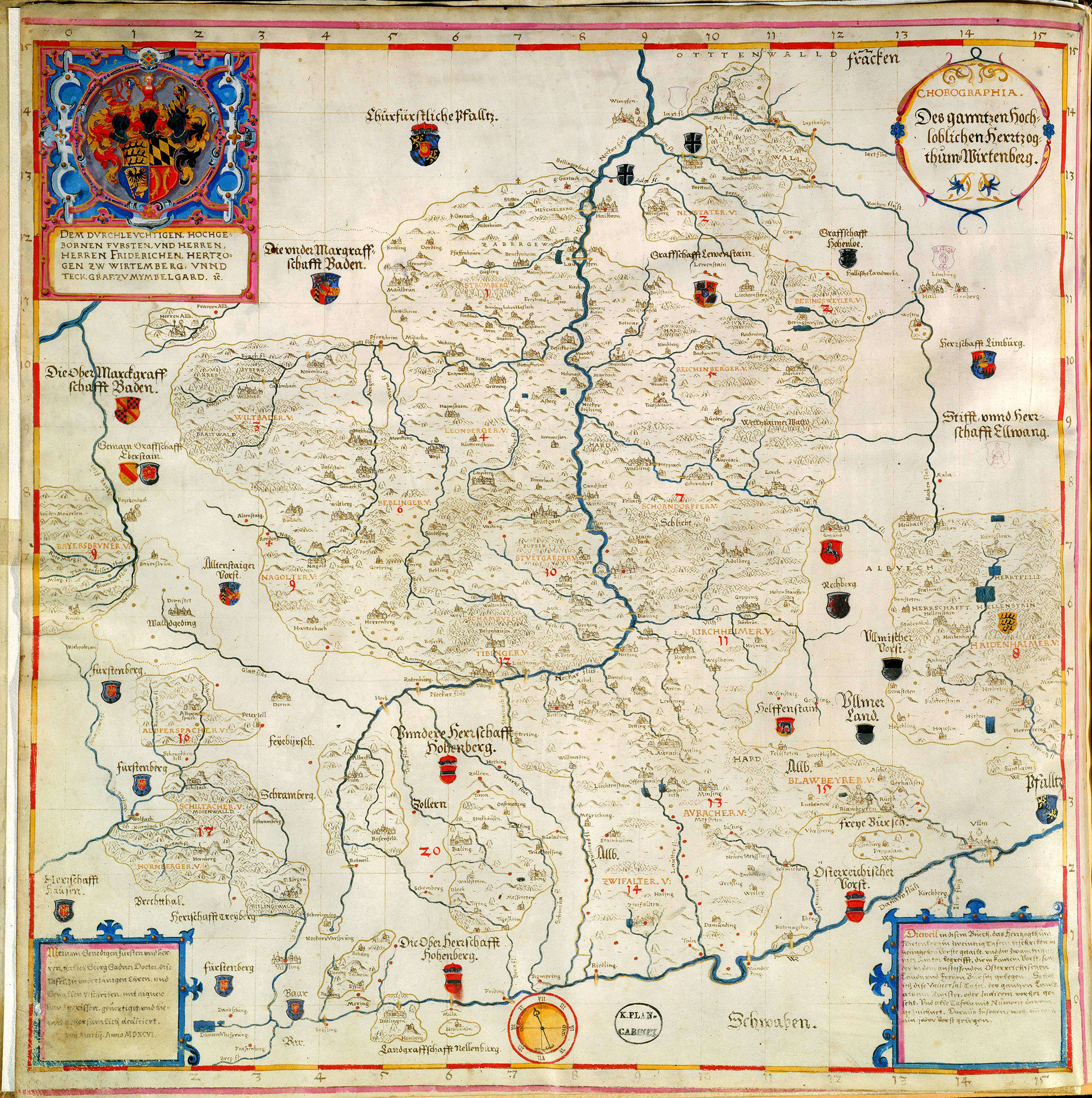
Herzogtum Württemberg 1596: Orte unter fremder Herrschaft hat Gadner mit rotem Punkt markiert

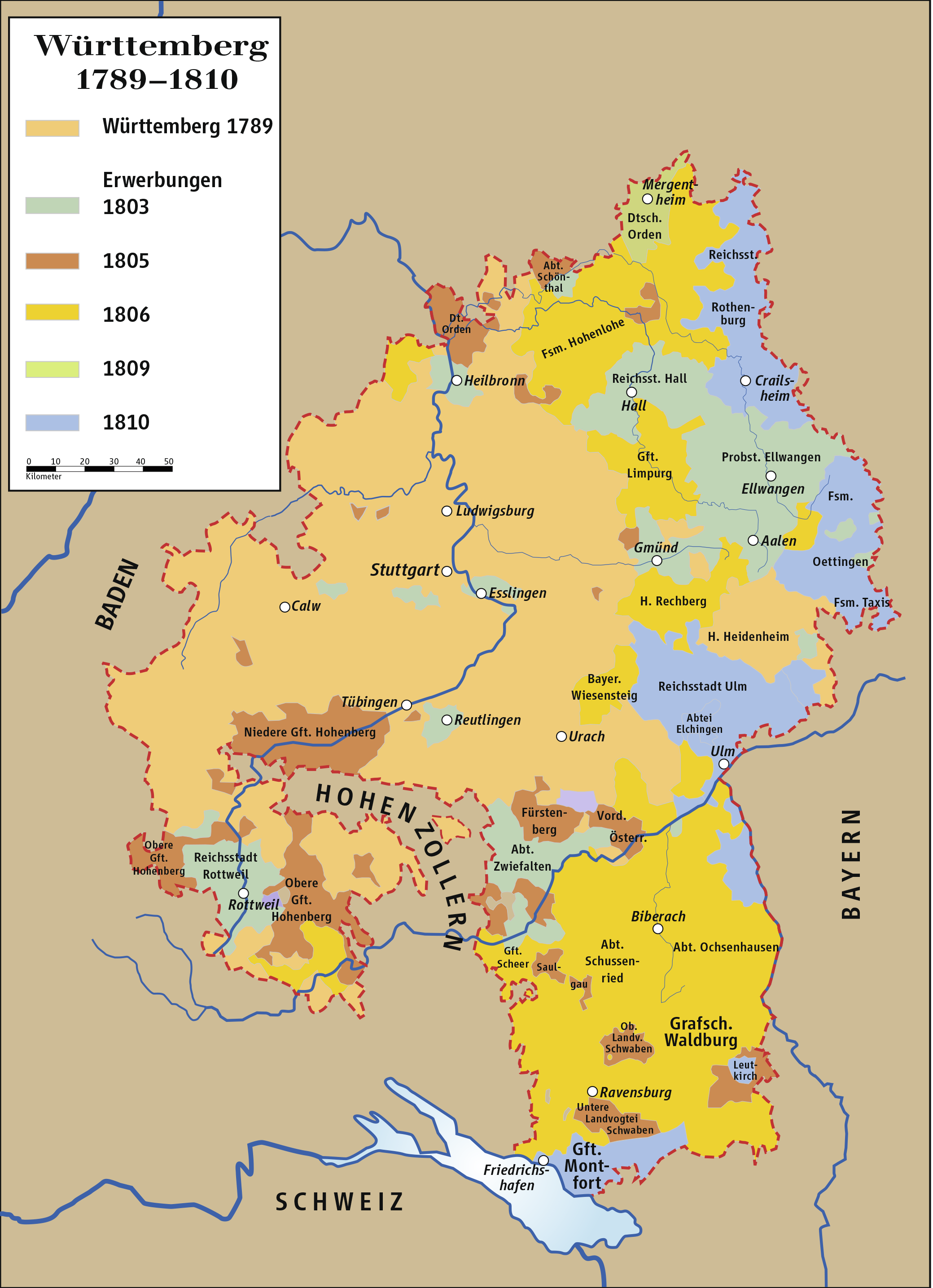
Altwürttemberg 1789 – ergänzt um die Zugewinne ab dem Reichsdeputationshauptschluss 1803

Als Altwürttemberg bezeichnete man ab dem Reichsdeputationshauptschluss im Jahre 1803 das bisherige Herrschaftsgebiet Württembergs im Unterschied zu Neuwürttemberg, in dem die zahlreichen territorialen Zugewinne – vor allem östlich und südlich Altwürttembergs – zusammengefasst wurden.

## Geographische Struktur
Altwürttemberg setzte sich aus denjenigen Gebieten zusammen, die bereits vor 1803 zum Herzogtum Württemberg (zeitgenössisch Wirtenberg oder Wirtemberg) gehört hatten: Dazu zählten neben der vormaligen Grafschaft Württemberg in der Kernregion am mittleren Neckar die hinzugewonnenen Grafschaften von Calw, Mömpelgard, Tübingen, Urach und Vaihingen, die Herrschaften Heidenheim und Teck, das erbliche zur Reichssturmfahne gehörige Reichslehen Grüningen sowie zahlreiche kleinere Herrschaften und nicht zuletzt die vielen geistlichen Territorien, die die Herzöge Ulrich und Christoph im Zuge der Reformation säkularisiert und eingezogen hatten.
Unabhängige Enklaven im württembergischen Territorium bildeten die Reichsstädte Heilbronn, Esslingen am Neckar, Weil der Stadt, Reutlingen und das gebietsreiche Ulm am Südostrand sowie einige weltliche Herrschaften, deren Orte auf Georg Gadners Übersichtskarte von 1596 als rote Punkte markiert sind. Bis 1803 war Württemberg eines der wenigen protestantischen Territorien, die im Schwäbischen Reichskreis Sitz und Stimme hatten.

## Politische Struktur
Seit 1477 gab es in der zu jener Zeit in eine Stuttgarter und eine Uracher Hälfte geteilten Grafschaft Württemberg bereits eine Universität in Tübingen, die im Uracher Teil der Grafschaft gegründet worden war. Ihr Gründer, Graf Eberhard im Bart, wurde 1495 zum Herzog erhoben. Nach dem Aufstand des Armen Konrads trat 1514 der Tübinger Vertrag in Kraft, der die Verfasstheit Württembergs jahrhundertelang prägen sollte. So hatte das Herzogtum bis 1805 eine von Bürgertum und „Prälaten“ geprägte Ständeversammlung, die die Rechte und Fiskalpolitik des Herzogs einschränkte, jedoch seit der Reformation keinen ständisch organisierten Adel mehr, weil die ehemals landsässigen Adelsgeschlechter weitgehend katholisch geblieben waren, sich dem Kaiser direkt unterstellt hatten und sich als Reichsritter nicht mehr dem württembergischen Herzog verpflichtet sahen.
Von 1803 bis zur endgültigen Auflösung des Heiligen Römischen Reiches Deutscher Nation 1806 gab es kurzzeitig einen eigenständigen Staat Neuwürttemberg mit Regierungssitz in Ellwangen, in dem die Landstände bzw. die Ständeversammlung Altwürttembergs keine Mitspracherechte hatten. Beide Staaten regierte der Kurfürst und Herzog Friedrich I. von Württemberg in Personalunion, bis er diese dank Napoleon zum Königreich Württemberg zusammenfassen und dabei die lästige Ständeverfassung Altwürttembergs „staatsstreichartig“ aufheben konnte. Die politische Differenzierung in Alt- und Neuwürttemberg war von nun an hinfällig, wurde gelegentlich aber noch zur regionalen Abgrenzung genutzt.
So stand Altwürttemberg im 20. Jahrhundert Pate bei der Benennung des Stromversorgers Kraftwerk Altwürttemberg AG (KAWAG) und der von Karl Joos gegründeten Bezirksbaugenossenschaft Altwürttemberg eG. Als Altwürttemberger wurde außerdem eine heute vom Aussterben bedrohte Pferderasse bezeichnet.